# Zhang Shuang
Dit is een Chinese naam; de familienaam is Zhang.
Zhang Shuang (10 september 1986) is een Chinese langebaanschaatsster.
Zhang Shuang debuteerde in december 2006 in de worldcup in Calgary. In november 2005 in Milwaukee liet ze zich voor de eerste maal bij de besten zien (zevende plaats op de 500 meter. Haar beste uitslag in de worldcup was tot nu toe een vierde plaats. Haar meest succesvolle jaar was 2006. In dat jaar won ze bij de aziatische spelen zowel de 500 als de 1000 meter. Haar debuut op de olympische spelen in Turijn stelde echter teleur. Ze werd daar op de 1000 meter 31ste. In 2007 haalde ze bij de worldcup in Calgary haar eerste overwinning op de 500 meter in de B-groep

## Persoonlijke Records
| Afstand    | Tijd    | Datum            | Baan    |
| ---------- | ------- | ---------------- | ------- |
| 500 meter  | 38,04   | 17 november 2007 | Calgary |
| 1000 meter | 1.15,86 | 18 november 2007 | Calgary |
| 1500 meter | 2.02,98 | 1 november 2003  | Calgary |
| 3000 meter | 4.41,74 | 25 oktober 2003  | Calgary |

## Resultaten
| Jaar | WK Sprint | WK Afstanden      | Olympische Spelen |
| ---- | --------- | ----------------- | ----------------- |
| 2007 | 12e       |                   |                   |
| 2008 | 8e        | 7e 500m 14e 1000m |                   |
| 2009 |           |                   |                   |
| 2010 | 12e       |                   | 7e 500m           |